# اندی کلارک (فیلسوف)
اندی کلارک (به انگلیسی: Andy Clark؛ متولد ۱۹۵۷)، عضو آکادمی بریتانیا، و فیلسوف بریتانیایی است که استاد فلسفه شناختی در دانشگاه ساسکس است. پیش از این، استاد فلسفه و رئیس گروه منطق و متافیزیک در دانشگاه ادینبرو در اسکاتلند، مدیر برنامه علوم شناختی در دانشگاه ایندیانا در بلومینگتون، ایندیانا بود و قبل‌تر در دانشگاه واشینگتن در سنت لوئیس، میسوری تدریس می‌کرد. کلارک یکی از اعضای مؤسس پروژه تحقیقاتی مشترک CONTACT است که هدف آن بررسی نقشی است که محیط در شکل‌دادن به ماهیت تجربه آگاهانه ایفا می‌کند. مقالات و کتاب‌های کلارک به فلسفه ذهن می‌پردازد و او را محققی برجسته در موضوع گسترش ذهن کرده‌است. او همچنین در مورد پیوندگرایی، روباتیک و نقش و ماهیت بازنمایی ذهنی مطالب زیادی نوشته‌است.

## کار فلسفی
کار کلارک تعدادی از موضوعات متفاوت اما مرتبط با هم را بررسی می‌کند. بسیاری از این مضامین برخلاف خِرد تثبیت‌شده در پردازش و بازنمایی شناختی هستند. بر اساس محاسبات سنتی، عملکرد ذهن به‌عنوان فرایند ایجاد، ذخیره و به‌روزرسانی بازنمایی‌های درونی جهان شناخته می‌شود که بر اساس آن فرایندها و اقدامات دیگری ممکن است انجام شود. نمایش‌ها برای مطابقت با یک محیط مطابق با عملکرد، وضعیت هدف یا تمایل سیستم مورد نظر در هر زمان به‌روز می‌شوند؛ بنابراین، برای مثال، یادگیری یک مسیر جدید از طریق یک ساختمان پر پیچ و خم، در تغییر نمایش آن ساختمان منعکس خواهد شد. کنش، بر اساس این دیدگاه، نتیجه فرآیندی است که بر اساس بازنمایی‌های فعلی، بهترین راه را برای رسیدن به هدف یا خواسته تعیین می‌کند. چنین فرایند تعیین‌کننده‌ای ممکن است حوزه کاری یک «مجری مرکزی» دکارتی یا فرآیندی توزیع‌شده مانند تجزیه همگانی باشد.
برخلاف مدل‌های سنتی شناخت، که اغلب جریان یک‌طرفه اطلاعات حسی را از پیرامون به سمت نواحی دورافتاده‌تر مغز قرار می‌دهند، کلارک یک «آبشار پردازش قشری» دوطرفه را پیشنهاد کرده‌است که در زیربنای ادراک، عمل و یادگیری است. . مفهوم «پردازش پیش‌بینی‌کننده» در قلب این دیدگاه نهفته‌است، که در آن پیش‌بینی‌های بالا به پایین تلاش می‌کنند تا اطلاعات حسی پایین به بالا را به شیوه‌ای سلسله مراتبی و تکراری حدس بزنند یا توضیح دهند. اختلاف بین سیگنال مورد انتظار و سیگنال واقعی، در اصل، «خطای پیش‌بینی»، به سمت بالا حرکت می‌کند تا به‌اصلاح به دقت پیش‌بینی‌های آینده کمک کند. تعاملات بین جریان رو به جلوی خطا (که توسط «واحدهای خطا» منتقل می‌شود) و جریان پیش‌بینی به عقب پویا هستند، با توجه نقش کلیدی در وزن دادن به تأثیر نسبی هر یک در هر سطح از آبشار (دوپامین برای دقت رمزگذاری به‌عنوان یک مکانیسم ممکن ذکر شده‌است»). عمل (یا پردازش پیش‌بینی کنش‌محور) نیز نقش مهمی در حساب کلارک ایفا می‌کند، به‌عنوان ابزار دیگری که مغز می‌تواند خطای پیش‌بینی را با تأثیر مستقیم بر محیط کاهش دهد. او اضافه می‌کند که عوامل «شخصیتی، عاطفی و لذت‌گرا» همراه با به حداقل رساندن خطای پیش‌بینی دخیل هستند و مدلی ظریف‌تر برای رابطه بین کنش و ادراک ایجاد می‌کنند.
به گفته کلارک، مدل محاسباتی که شالوده فلسفی هوش مصنوعی را تشکیل می‌دهد، چندین مشکل لاینحل را ایجاد می‌کند. یکی از برجسته‌ترین آن‌ها، گلوگاه اطلاعاتی است: اگر برای تعیین اقدامات مناسب، کار ذهن ساختن بازنمایی‌های درونی دقیق از دنیای بیرون است، در این صورت، همان‌طور که جهان دائماً در حال تغییر است، نیازهای ذهنی نیز وجود دارد. سیستم تقریباً مطمئناً از انجام هرگونه اقدام جلوگیری می‌کند. برای کلارک، قبل از این‌که بتوانیم به‌طور مؤثر بر روی آن عمل کنیم، به اطلاعات نسبتاً کمی در مورد جهان نیاز داریم. ما مستعد «توهم بزرگ» هستیم، جایی که تصورات ما از یک جهان پرجزئیات، واقعیت حداقل اطلاعات محیطی و اقدام سریع را پنهان می‌کند. ما نیازی به تلاش برای بازسازی جزئیات این جهان نداریم، زیرا می‌تواند به‌عنوان بهترین مدل خود برای استخراج اطلاعات «در زمان مناسب» عمل کند.
نوشته‌های کلارک همچنین بر مفهوم فراانسان‌گرایی متمرکز است، که در کار او، سایبورگ‌ها (Cyborgs) متولدشده طبیعی، به بررسی ادغام در حال پیشرفت زیست‌شناسی انسان و ایمپلنت‌های تکنولوژیکی می‌پردازد، بسیار رایج است. کلارک از طریق یک سری مطالعات تکنولوژیک معاصر و ارزیابی شخصیت سایبورگ در فرهنگ عامیانه، تصوری از سایبورگ را به‌عنوان یک واقعیت ترسیم می‌کند. این لزوماً برای این نیست که نشان دهد بشریت از فناوری کاشته‌شده بیولوژیکی به چه چیزی تبدیل می‌شود، بلکه بیش‌تر برای کشف این است که بشریت با فناوری مذکور در کجا قرار دارد. به قول خودش، انسان‌ها «موجوداتی هستند که ذهنشان دقیقاً به این دلیل خاص است که برای ادغام‌ها و ائتلاف‌های متعدد ساخته شده‌اند». او این را توضیح می‌دهد زیرا بدن خود را به‌عنوان یک «باکره الکترونیک» توصیف می‌کند که توسط فناوری دست‌نخورده‌است، اما به تدریج با گذشت زمان فناوری با زیست‌شناسی او در هم آمیخته می‌شود. خواه این ادغام به اندازه استفاده از عینک معمولی باشد یا چیز پیشرفته‌تری مانند یک پروتز شنوایی جدید؛ او معتقد است که ادغام فناوری و زیست‌شناسی اجتناب‌ناپذیر و موجود است.

### پایان‌نامه ذهن گسترش‌یافته
کلارک شاید بیش‌تر به خاطر کارش بر روی پایان‌نامه ذهن توسعه یافته شناخته‌شده باشد، که می‌گوید ذهن با محیط گسترش می‌یابد. کلارک در مورد پایان‌نامه خود در تدکس ۲۰۱۹ صحبت کرد.

## زندگی شخصی
کلارک با شریک زندگی خود، الکسا مورکوم، یک عصب‌شناس شناختی، در برایتون، انگلستان زندگی می‌کند. او یک خال‌کوبی از یک کتاب کمیک با موضوع زیر دریا دارد.